# 镇江城市轨道交通
镇江城市轨道交通为中华人民共和国江蘇省镇江市的城市轨道交通系统。已经通车的有宁句城际镇江（句容）段，据交通运输部数据，1月份，镇江共有1条城市轨道交通线路，运营里程为17.3公里，已经确定的规划有南京紫东地区核心区规划的南京地铁S5号线镇江支线，以及国家发改委于长江干线过江通道布局规划的扬州至扬中至镇江市域铁路，以及国家发改委长三角规划中的镇江句容至茅山市域铁路，还有常州市域铁路（茅山景区）。其中，镇江句容至茅山市域铁路规划年限为2025年，而扬州至扬中至镇江市域铁路规划年限为2035年。

## 宁句城际
镇江（句容）段全长17.3公里，2022年1月，客流量为50万人次，进站量为36.3万人次。

## 南京地铁S5号线镇江支线
2020年正式列入南京紫东地区规划。

## 镇江句容至茅山市域铁路
于2020年正式列入国家发改委长江三角洲规划。

## 扬州至扬中至镇江城际铁路
于2020年正式列入国家发改委长江干线过江通道布局规划。